# Хойбах (Баден)
Хойбах (нем. Heubach) — коммуна в Германии, в земле Баден-Вюртемберг.
Подчиняется административному округу Штутгарт.